# Christopher Edmund Broome
Christopher Edmund Broome (1812 - 1886) was een Engels mycoloog. Hij is voornamelijk bekend vanwege zijn samenwerking met Miles Joseph Berkeley, waarmee hij verscheidene wetenschappelijke artikelen over plantkunde en mycologie heeft gepubliceerd.

## Achtergrond en opleiding
CE Broome werd geboren in Berkhamsted, de zoon van een advocaat. Hij kreeg een privéopleiding in Kensington en werd in 1832 gestuurd om voor te lezen voor de heilige wijding bij de kapelaan van Swaffham Prior in Cambridgeshire. Gewetensvolle scrupules weerhielden hem er echter van om in de bediening te komen, en later datzelfde jaar schreef hij zich in aan de Trinity Hall, Cambridge, waar hij zijn studie in 1836 voltooide. Het jaar daarop trouwde hij met Charlotte Horman en het echtpaar woonde in Rudloe Cottage, nabij Box, vervolgens in Wraxall Lodge, Clifton, en ten slotte (in 1848) in Elmhurst, nabij Batheaston, waar hij de rest van zijn leven bleef.

## Onderzoek in de mycologie
Broome raakte geïnteresseerd in natuurlijke historie toen hij in Swaffham Prior was en later samen met zijn vriend G.H.K. Thwaites, in Clifton. Hij specialiseerde zich in schimmels en stuurde veel van zijn collecties naar ds. MJ Berkeley. Berkeley en Broome publiceerden samen een reeks "Notices of British Fungi" over een periode van 37 jaar, waarin gezamenlijk niet minder dan 550 nieuwe soorten werden beschreven. De twee mycologen werkten ook samen aan beschrijvingen van schimmels die Thwaites in Sri Lanka verzamelde en aan collecties uit Brisbane, Australië. Broome publiceerde in zijn eentje weinig, voornamelijk verslagen van lokale schimmels uit Somerset en Wiltshire. Zijn bijzondere interesse ging uit naar truffels en truffelachtige paddenstoelen, maar hij verzamelde op grote schaal en zorgvuldig. Bij zijn dood bevatte zijn herbarium zo'n 40.000 schimmelspecimens, die zich nu in Royal Botanic Gardens, Kew bevinden. Zijn botanische specimens en bibliotheek werden nagelaten aan de Bath Royal Literary & Scientific Institution, waar ze blijven.
Broome werd in 1866 lid van de Linnean Society. De schimmelgeslachten Broomeia en Broomella werden naar hem vernoemd, samen met meer dan een dozijn schimmelsoorten, waaronder Nectriopsis broomeana, Nitschkia broomeana, Ramaria broomei en de truffelachtige Melanogaster broomeanus.
- Author citation (botany): Broome
- International Standard Name Identifier: 0000 0003 9844 1308
- Nederlandse Thesaurus van Auteursnamen: 243020430
- SNAC: w64c2s1k
- Virtual International Authority File: 274453947
- WorldCat: E39PBJg8BMGCYqMrkDjpRTtYfq